# Parasipyloidea exigua
Parasipyloidea exigua is een insect uit de orde Phasmatodea en de familie Diapheromeridae. De wetenschappelijke naam van deze soort is voor het eerst geldig gepubliceerd in 1934 door Günther.